# Slam Dance (phim truyền hình)
Slam Dance (tiếng Thái: ทุ่มฝันสนั่นฟลอร์; RTGS: Thum Fan Sanan Flo) là một bộ phim truyền hình Thái Lan phát sóng năm 2017 với sự tham gia của Pimchanok Luevisadpaibul (Baifern), Chutavuth Pattarakampol (March) và Purim Rattanaruangwattana (Pluem).
Bộ phim được sản xuất bởi GMMTV và Studio Commuan. Đây là một trong sáu dự án phim truyền hình cho năm 2017 được GMMTV giới thiệu trong sự kiện "6 Natures +" vào ngày 2 tháng 3 năm 2017. Bộ phim được phát sóng vào lúc 22:00 (ICT), thứ Bảy trên One 31 và phát lại vào lúc 23:00 (ICT) cùng ngày trên LINE TV, bắt đầu từ ngày 13 tháng 5 năm 2017. Bộ phim kết thúc vào ngày 5 tháng 8 năm 2017 và được phát lại trên GMM 25 vào năm 2019 vừa qua.

## Diễn viên
Dưới đây là dàn diễn viên của bộ phim:

### Diễn viên chính
- Pimchanok Luevisadpaibul (Baifern) vai Fang
- Chutavuth Pattarakampol (March) vai Singh
- Purim Rattanaruangwattana (Pluem) vai Ryu

### Diễn viên phụ
- Ployshompoo Supasap (Jan) vai Praemai
- Sivakorn Lertchuchot (Guy) vai Bas
- Raisarat Prinee (Preen) vai Namfon
- Kornrawich Sungkibool (Q) vai Junior
- Korn Khunatipapisiri (Oaujun) vai Ken
- Tipnaree Weerawatnodom (Namtan) vai Woon
- Pattadon Janngeon (Fiat) vai Graph
- Harit Cheewagaroon (Sing) vai Nick
- Sattabut Laedeke (Drake) vai Pob